# Luiz Beltrão
Luiz Beltrão de Andrade Lima (Olinda, 8 de agosto de 1918 — Brasília, 24 de outubro de 1986) foi um jornalista, escritor e pesquisador brasileiro, conhecido por ter sido pioneiro nos estudos da comunicação popular no Brasil e pelo desenvolvimento da área de estudo da folkcomunicação.

## Biografia
Beltrão nasceu no ano de 1918 em Olinda, no estado de Pernambuco. Vindo de uma família católica altamente religiosa, estudou no seminário daquela cidade e no Ginásio Pernambucano e formou-se em Ciências Jurídicas pela Faculdade de Direito do Recife (hoje parte da Universidade Federal de Pernambuco). Beltrão entrou na carreira jornalística em 1936, como repórter do Diário de Pernambuco.  Escreveu reportagens e participou de congressos jornalísticos no Brasil e que exterior, entrando em contato com estudiosos da comunicação. Foi membro da Associação da Imprensa de Pernambuco (AIP), eleito presidente entre 1951 e 1957.
Beltrão escreveu a monografia Iniciação à teoria do jornalismo em 1959, ganhadora do Prêmio Orlando Dantas; a partir daí Beltrão se concentra na carreira acadêmica. Beltrão foi convidado a  ensinar ética e técnica do jornalismo na Faculdade de Filosofia Nossa Senhora de Lourdes, em João Pessoa. Em 1961 passa a lecionar na Universidade Católica de Pernambuco, onde estabelece o curso de Jornalismo e fundou o Instituto de Ciências da Informação (ICINFORM) Em 1965  fundou a revista Comunicações e Problemas, o primeiro periódico científico brasileiro especializado na área.
Ao estudar os ex-votos, objetos ofertados às igrejas pelos fiéis como gratidão por um pedido atendido, Beltrão os viu como forma de comunicação das classes populares, que por meio de  manifestações culturais, folclóricas transmitem mensagens a seu destinatário, sem intermédio dos meios de comunicação de massa. Esse estudo originou sua monografia Folkcomunicação: Um estudo dos agentes e dos meios populares de informação de fatos e expressão de idéias, que viria a originar uma nova disciplina no campo da comunicação.
Em 1965, foi convidado a lecionar na Universidade de Brasília. Lá defende sua tese diante de uma banca composta por, entre outros, Darcy Ribeiro. Aprovado, Beltrão se torna o primeiro doutor em comunicação do Brasil. O pesquisador dirgiu o Departamento de Comunicação da UnB até 1969. Após deixar a instituição, Beltrão integrou o Centro de Estudos Universitários de Brasília (CEUB).
Seguiu pesquisando e escrevendo livros teóricos e ficção, tendo sido eleito para a Academia Brasiliense de Letras. Beltrão morreu em 24 de outubro de 1986.

## Homenagens
Em 1997, a Sociedade Brasileira de Estudos Interdisciplinares da Comunicação (INTERCOM) instituiu o prêmio anual Luiz Beltrão de Ciências da Comunicação, destinado a pesquisadores e instituições de destaque na área.

### Monografias, teses e obras de referência
- Iniciação à teoria do jornalismo (1959)
- Métodos de enseñanza de la técnica del periodismo (1963)
- Técnicas de Jornal (1964)
- Folkcomunicação: Um estudo dos agentes e dos meios populares de informação de fatos e expressão de idéias- monografia (1967), mais tarde publicada em livro com o nome de Comunicação e folclore (1971)
- Imprensa informativa: técnica da notícia e da reportagem no jornal diário. (1969)
- Sociedade de massa: comunicação e literatura (1972)
- Fundamentos científicos da comunicação (1974)
- Jornalismo Interpretativo (1976)
- O Índio, um mito Brasileiro (1977)
- Jornalismo opinativo (1980)
- Folkcomunicação: A comunicação dos marginalizados (1980)
- Subsídios para uma teoria da comunicação de massas (1986)

### Obras literárias
- Os senhores do mundo (1950)
- Itinerário da China (1959)
- Quilômetro zero (1961)
- As sombras do ciclone (1968)
- A serpente no atalho (1974)
- A greve dos desempregados (1984)
- Contos de Olanda (1985)